# Isaiah Pillars

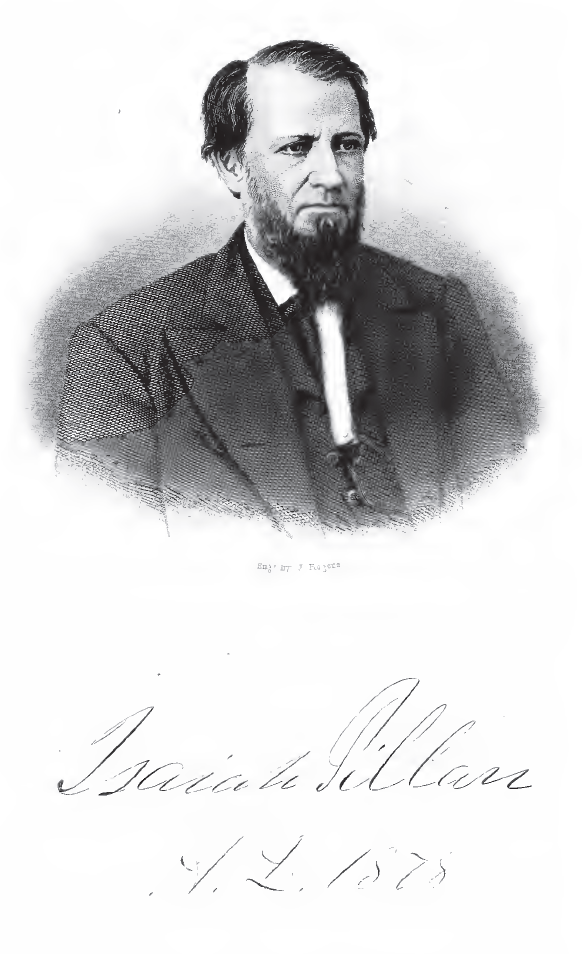
Isaiah Pillars

Isaiah Pillars (* 17. März 1833 im Jefferson County, Ohio; † 13. September 1895 in Lima, Ohio) war ein US-amerikanischer Jurist, Offizier und Politiker. Er saß im Repräsentantenhaus von Ohio und war von 1878 bis 1880 Attorney General von Ohio.

## Werdegang
Isaiah Pillars wurde ungefähr vier Jahre vor dem Beginn der Wirtschaftskrise von 1837 im Jefferson County geboren. Er verbrachte einen Teil seiner Jugend im Carroll County, bevor er nach Risden (heute Fostoria) im Seneca County umzog, wo seine Mutter verstarb als er acht Jahre alt war. Im Alter von 16 Jahren begann er als Lehrer an einer Schule zu unterrichten. Pillars besuchte die Seneca County Academy und das Heidelberg College in Tiffin (Ohio). Er studierte Jura bei seinem Bruder James Pillars. Seine Zulassung als Anwalt erhielt er im Alter von 21 Jahren und begann dann 1855 in Lima (Ohio) zu praktizieren. Während des Bürgerkrieges ernannte ihn Gouverneur David Tod zum Kommandanten von Camp Lima mit dem Dienstgrad eines Colonels. Pillars stellte im Laufe des Krieges das 81., das 99. und das 118. Infanterieregiment von Ohio auf.
1866 wurde Pillars zum Staatsanwalt (Prosecuting Attorney) im Allen County (Ohio) ernannt. Er wurde 1871 als Demokrat in das Repräsentantenhaus von Ohio gewählt, wo er zwischen 1872 und 1873 tätig war. Er trat energisch gegen eine Steuer zwecks Unterstützung des Bahnbaus auf. Seine Handlung wurde zum Schluss durch das Supreme Court of Ohio bestätigt, als es die Steuer für verfassungswidrig erklärte. Er verfasste auch einen Minority Report zwecks Abschaffung der Todesstrafe mit folgenden Argumenten:
- Die Vollstreckung der Todesstrafe für ein Verbrechen ist ein Relikt der Rache und Vergeltung.
- Die Kriminalitätsrate wird dadurch nicht weniger und der Schutz der Gesellschaft verlangt in keiner Weise den Tod des Täters.
- Die Auferlegung der Todesstrafe hält andere nicht davon ab Verbrechen zu begehen.
- Ihre Auswirkungen auf die Gesellschaft führen zu Verschlechterung und Abstumpfung der Empfindlichkeit, so dass dadurch die Bereitschaft zu Begehung von Straftaten erhöht wird.
- Eines der legitimen Ziele der Bestrafung zwecks Besserung des Verbrechers ist völlig zunichtegemacht.
- Die Todesstrafe als Mittel des Rechts verletzt das göttliche Recht auf Leben. Die Achtung des menschlichen Lebens ist nicht mehr existent und oft finden Unschuldige den Tod.
- Anstelle der Todesstrafe eine lebenslange Freiheitsstrafe zu verhängen würde das Verkünden der Verurteilungen und Strafen viel sicherer machen, wodurch die Kriminalität verringert würde, so dass der Zweck der Bestrafung erfüllt sei.

Pillars wurde 1877 zum Attorney General von Ohio gewählt. Dabei besiegte er den Republikaner George K. Nash. Er verlor allerdings 1879 seine Wiederwahlkandidatur gegenüber Nash. Pillars war bis 1864 ein Republikaner, trat aber zu jener Zeit zu der Demokratischen Partei über.
Pillars verstarb am 13. September 1895 in Lima. Er war ein Anhänger der Lehre von Emanuel Swedenborg.

## Familie
Im Februar 1856 oder Februar 1866 heiratete er Susan Fickel († 1870) aus Lima. Das Paar hatte zwei Söhne und zwei Töchter, wobei jeweils ein Sohn und eine Tochter früh in der Kindheit verstarben.

## Werke
- Lecture on Swedenborg: (the Swedish theosopher and seer): his works and doctrines, OCLC 62476702
- 1873: Report in favor of the abolition of capital punishment: to the House of Representatives, OCLC 39613806